# Victoria-Mélita de Saxe-Cobourg-Gotha
Titres
Grande-duchesse de Hesse
9 avril 1894 – 21 décembre 1901
 (7 ans, 8 mois et 12 jours)
Épouse du prétendant au trône de Russie
31 août 1924 – 2 mars 1936
 (11 ans et 6 mois)
Victoria-Mélita de Saxe-Cobourg-Gotha (en russe : Виктория Фёдоровна) est née le 25 novembre 1876 à Malte et est décédée le 2 mars 1936 à Amorbach en Allemagne.
Née princesse du Royaume-Uni et de Saxe-Cobourg-Gotha et duchesse de Saxe, elle devient par mariage grande-duchesse de Hesse et du Rhin en 1894. Divorcée en 1901, elle devient par remariage grande-duchesse de Russie en 1905.

## Biographie

### Famille et éducation
La princesse Victoria-Mélita de Saxe-Cobourg et Gotha, troisième enfant et deuxième fille du prince Alfred du Royaume-Uni, duc d'Édimbourg et de Saxe-Cobourg-Gotha et de la grande-duchesse Maria Alexandrovna de Russie, est née le 25 novembre 1876 à Malte au palais Saint-Antoine, où son père est stationné en tant qu'officier de la Royal Navy. Elle est la sœur cadette d'Alfred, né en 1874, surnommé « Young Affie », de Marie, née en 1875, surnommée Missy, et la sœur aînée d'Alexandra, née en 1878, surnommée « Sandra » et de Béatrice, née en 1884, surnommée « Baby Bee ».
Son premier prénom lui est attribué en l'honneur de sa grand-mère, la reine Victoria, le second en l'honneur de l'île (Mélita - l'un des noms anglais de Malte). Sa famille la surnomme affectueusement « Ducky » (le caneton). La princesse est baptisée le 1er janvier 1877 au palais Saint-Antoine par un aumônier de la Royal Navy. Elle est la filleule de sa grand-mère paternelle, qui se fait représenter lors de la cérémonie. Au moment de sa naissance, la princesse Victoria-Mélita occupe le dixième rang dans l'ordre de succession au trône britannique.

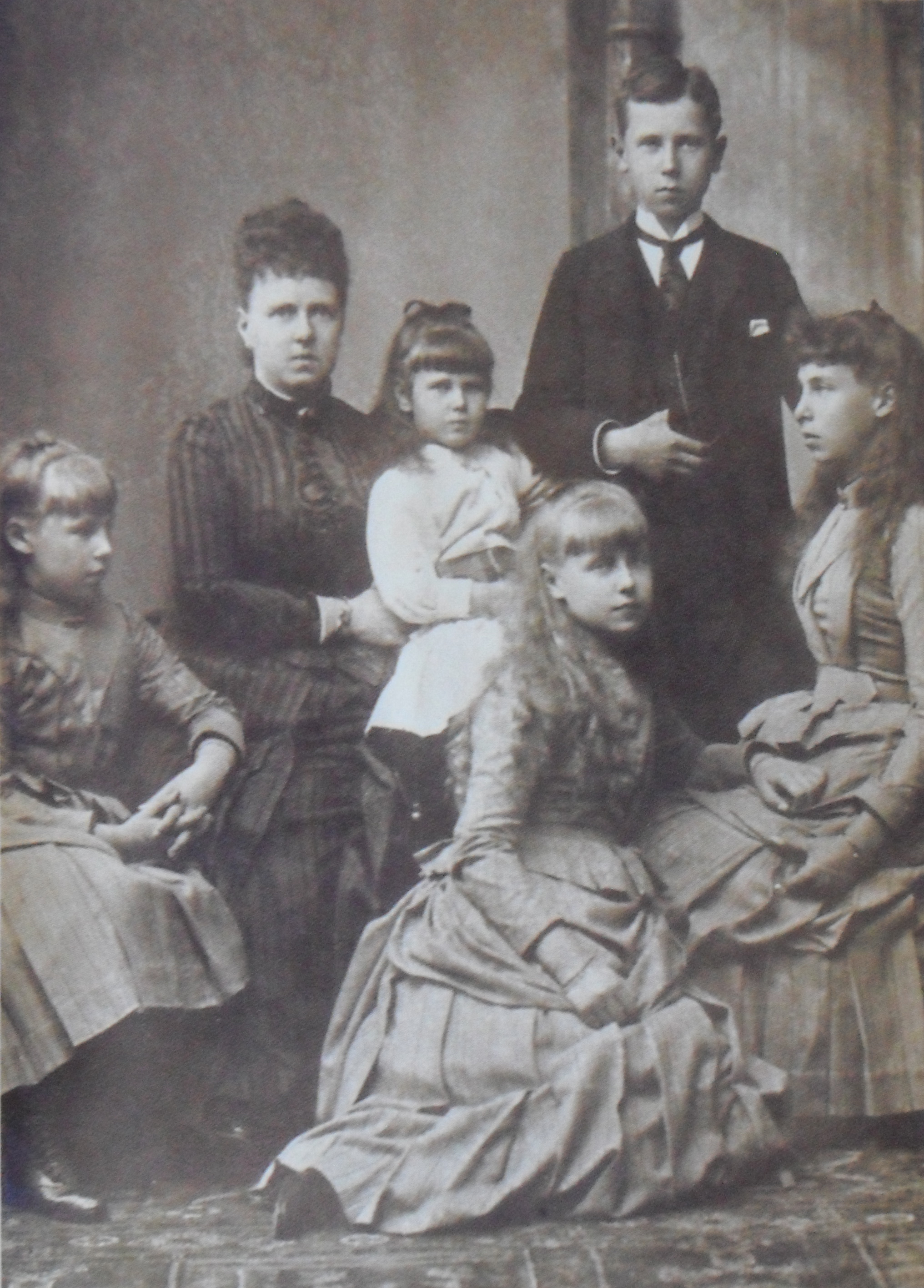
Victoria-Mélita et sa famille. De gauche à droite : Alexandra, la grande-duchesse Maria Alexandrovna, Béatrice, Marie, Alfred et Victoria-Mélita.

À la fin du service du duc à Malte, la famille retourne en Angleterre. Ils partagent leur temps entre Eastwell Park, dans le Kent, et Clarence House, leur résidence londonienne faisant face à Buckingham Palace. Eastwell, un grand domaine près d'Ashford, est grâce à son parc et sa forêt la résidence préférée des enfants. En janvier 1886, la famille retourne à Malte où le duc est nommé commandant-en-chef de la flotte méditerranéenne. Pendant trois ans, Victoria-Mélita et sa famille vivent de nouveau au palais Saint-Antoine.
Le mariage de ses parents n'est pas heureux. Le duc est taciturne, infidèle, porté sur la boisson et émotionnellement détaché de sa famille. La duchesse est une femme indépendante d'esprit et cultivée. Bien qu'elle soit stricte et peu sentimentale, c'est une mère dévouée et la personne la plus importante de la vie de ses enfants.
Comme la plupart des petits-enfants de la reine Victoria, la princesse reçoit une éducation typiquement britannique. Dès sa plus tendre enfance, elle se passionne pour la musique et apprend le piano ; elle est aussi un peintre de talent et une lectrice assidue. Elle est une enfant timide, sérieuse, sensible, et selon sa sœur Marie, qui écrit que « cette enfant passionnée était souvent incomprise », Ducky est dotée d'un tempérament difficile.
Victoria-Mélita et Marie sont particulièrement proches, et le resteront tout au long de leurs vies. Les deux jeunes filles sont un contraste tant par leurs apparences que par leurs personnalités. Victoria-Mélita est en effet brune et maussade quand Marie est blonde et décontractée. Bien qu'elle soit d'un an plus jeune, Victoria-Mélita est la plus grande et semble être la plus âgée des deux.

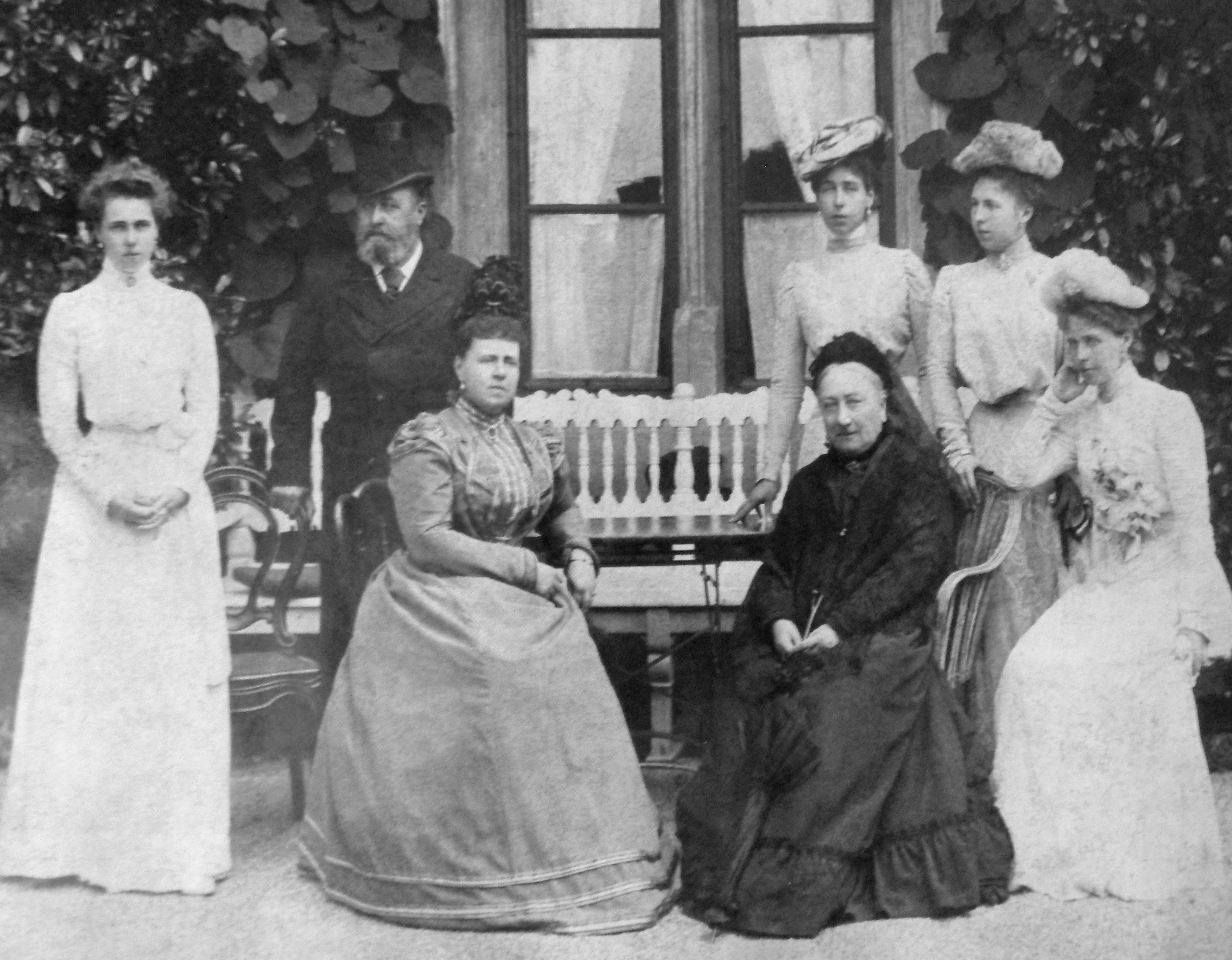
Victoria-Mélita et sa famille au château de Rosenau. De gauche à droite : Béatrice, son père, sa mère, Alexandrine de Bade, duchesse douairière de Saxe-Cobourg-Gotha, Victoria-Mélita, Alexandra et Marie.

La famille s'installe à Cobourg en 1889, le duc Alfred étant appelé à succéder à son oncle le duc Ernest II de Saxe-Cobourg et Gotha. Leur mère, bien que née grande-duchesse de Russie, est pro-allemande et commence immédiatement à éduquer ses enfants dans le style germanique. Elle confie ses enfants à une nouvelle gouvernante, leur fait porter des vêtements simples et les fait confirmer dans la foi luthérienne, alors qu'ils étaient jusque là élevés dans la religion anglicane. La fratrie se rebelle et certaines des nouvelles restrictions sont assouplies.
Adolescente, Victoria-Mélita est selon les observateurs de l'époque une « grande et brune jeune fille aux yeux bleus-violets, avec l'assurance d'une impératrice et la bonne humeur d'un garçon manqué ». Victoria-Mélita, selon un de ses biographes, n'a « pas assez de menton pour être considérée comme conventionnellement belle », mais « elle a une belle silhouette, des yeux d'un bleu profond et un teint foncé ». La jeune princesse, toujours vêtue avec une élégance sophistiquée, possède des manières douces, une féminité très délicate, mais est dotée d'un caractère fort.
En 1891, accompagnant sa mère, la princesse Victoria-Mélita se rend en Russie aux funérailles de la princesse Alexandra de Grèce, épouse défunte de son oncle le grand-duc Paul Alexandrovitch de Russie. Elle rencontre pendant ce séjour son cousin le grand-duc Cyrille Vladimirovitch et ils s'éprennent l'un de l'autre, mais l'Église orthodoxe interdisant les unions entre cousins germains, leur mariage s'avèrent impossible. De plus, sa mère se méfie de la moralité et de la fidélité des hommes de la famille Romanov. Alors que ses filles sont impressionnées par leurs séduisants cousins, elle leur rappelle que les grands-ducs de Russie ne font pas de bons maris.
Elle est demoiselle d'honneur au mariage de son cousin le duc d'York avec Mary de Teck le 6 juillet 1893.
Après le décès du duc Ernest II de Saxe-Cobourg et Gotha en 1893, Alfred d'Édimbourg succède à son oncle et la princesse Victoria-Mélita reçoit le titre de duchesse de Saxe-Cobourg et Gotha.

### Premier mariage

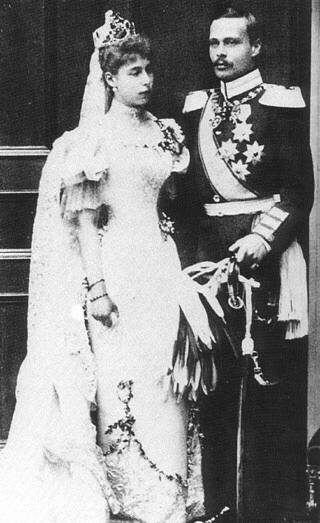
Ernest-Louis de Hesse-Darmstadt et Victoria-Mélita de Saxe-Cobourg-Gotha lors de leur mariage le 9 avril 1894.

Après le mariage de sa sœur Marie avec le prince héritier de Roumanie, Ferdinand de Hohenzollern, la reine Victoria se met en quête d'un mari convenable pour sa petite-fille. La visite de Victoria-Mélita à sa grand-mère au château de Balmoral à l'automne 1891 coïncide avec celle de son cousin Ernest-Louis de Hesse, fils de Louis IV de Hesse et d'Alice du Royaume-Uni. Ils s'entendent bien, partagent le même tempérament artistique et le même sens de l'humour, ainsi que la même date d'anniversaire. Observant cela, la reine juge qu'ils sont un très bon parti l'un pour l'autre et souhaite ardemment les marier. Le protestantisme autorisant un mariage de parents proches, l'union n'est guère empêchée par les liens familiaux.
Toutefois, Ernest-Louis et Victoria-Mélita refusent ; la jeune princesse anglaise a en effet revu le grand-duc Cyrille Vladimirovitch à Saint-Pétersbourg. En fin de compte, Ernest-Louis et Victoria-Mélita cèdent à la pression familiale. Le mariage est célébré le 9 avril 1894 au palais Ehrenbourg à Cobourg. Une magnifique cérémonie est organisée, et une grande partie des familles royales, presque toutes apparentées, sont conviées à la célébration de cette union au cours de laquelle le tsarévitch Nicolas doit demander la main de la plus jeune des princesses de Hesse-Darmstadt, Alix. Ce secret de polichinelle occupe toute la noce et les mariés sont éclipsés par cet événement politico-mondain. À cette occasion, une photographie, aujourd'hui célèbre, est prise, montrant la reine Victoria entourée de ses descendants : le futur Nicolas II y côtoie le Kaiser Guillaume II.
Le couple a deux enfants : 
- Élisabeth, surnommée « Ella » née le 11 mars 1895, décédée en 1903.
- un fils mort-né le 25 mai 1900.

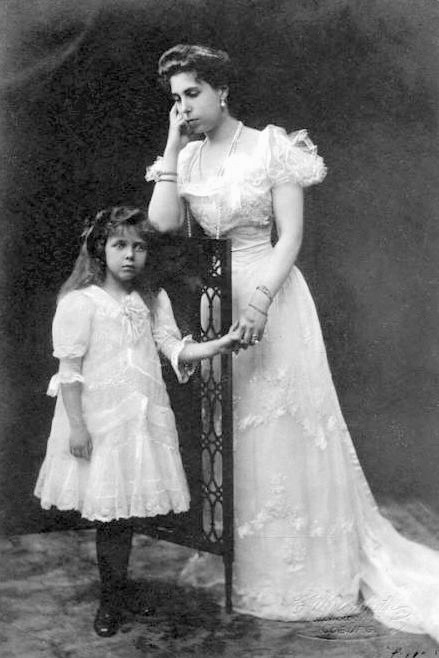
Victoria-Mélita et sa fille Élisabeth vers 1900.

Le couple se révèle néanmoins rapidement incompatible. Victoria-Mélita se plaint du manque d'attention de son jeune époux ; de son côté, le grand-duc porte beaucoup d'attention à sa fille, qu'il adore. La petite Élisabeth, ressemblant beaucoup à sa mère, préfère la compagnie de son père à celle de Victoria-Mélita. Le jeune couple donne beaucoup de réceptions dans son château pour leurs jeunes amis. Leur règle non-officielle est que quiconque au dessus de trente ans est « vieux et dépassé ». Le couple se dispense de formalité et les invités de sang royal sont appelés par leur surnom et encouragés à faire ce qu'ils leur plaît. Victoria-Mélita et Ernest-Louis cultivent des amis parmi les artistes et intellectuels progressistes ainsi que tous ceux aimant s'amuser. Le prince Nicolas de Grèce, cousin de Victoria-Mélita, se rappelle son séjour à Cobourg comme étant « la réception la plus joyeuse à laquelle j'ai assisté de toute ma vie. ».

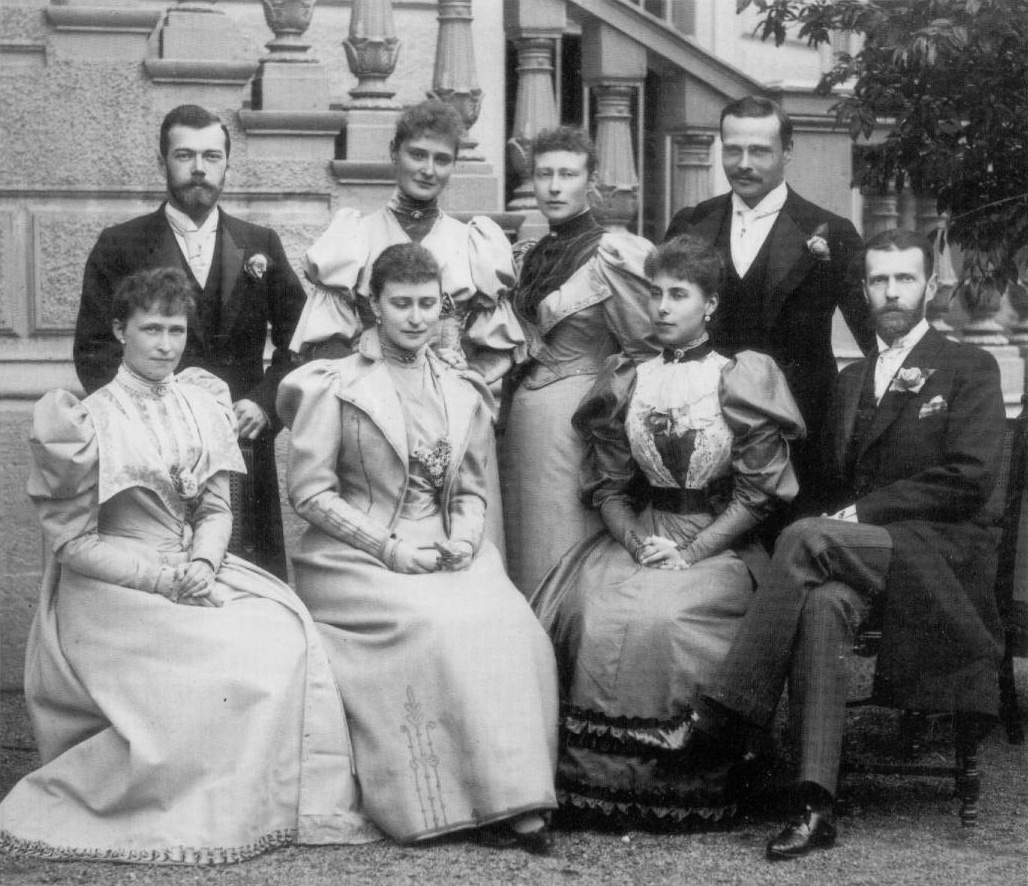
Victoria-Mélita et sa belle-famille à Darmstadt en 1894. De gauche à droite, assis : Irène de Hesse-Darmstadt, Élisabeth de Hesse-Darmstadt, Victoria-Mélita et le grand-duc Serge Alexandrovitch. Debout : Nicolas II, Alix de Hesse-Darmstadt, Victoria de Hesse-Darmstadt et Ernest-Louis.

La jeune grande-duchesse ne s'intéresse guère à ses responsabilités publiques : elle ne s'occupe d'aucun organisme de bienfaisance et s'ennuie lors des cérémonies officielles. Peu soucieuse de ses devoirs, elle converse uniquement avec les personnes qui l'amusent, ignorant les personnalités - fussent-elles d'un rang élevé - qu'elle trouve ennuyeuses. La négligence de la grande-duchesse de Hesse-Darmstadt à l'égard de ses responsabilités de souveraine a le don de provoquer la colère du grand-duc Ernest-Louis. Des scènes éclatent souvent au sein du couple grand-ducal. La grande-duchesse, dans ses accès de colère, crie, jette le plateau de thé, les vases chinois contre les murs. On peut expliquer son attitude par le fait qu'elle surprend à plusieurs reprises son mari dans les bras d'officiers ou de majordomes, l'homosexualité de son mari étant connue. Victoria-Mélita trouve du réconfort dans son amour pour les chevaux et se promène dans la campagne avec un étalon difficile à contrôler appelé Bogdan. Alors qu'elle est en Russie pour assister au couronnement de Nicolas II, son affection pour le grand-duc Cyrille est ravivée et elle flirte avec lui aux bals et célébrations qui marquent le couronnement.
Le mariage est sérieusement en péril quand il est rapporté, qu'en 1897, Victoria-Mélita, de retour d'un séjour chez sa sœur en Roumanie, aurait surpris Ernest-Louis au lit avec un domestique. Elle ne rend pas son accusation publique, mais raconte à une de ses nièces qu'« aucun garçon n'était à l'abri, depuis les écuries jusqu'aux cuisines. Il couchait ouvertement avec chacun d'entre eux »,. La reine Victoria est attristée quand son chargé d'affaires Sir George Buchanan lui rapporte les problèmes du couple, mais, le couple ayant une petite fille de deux ans, la souveraine refuse d'examiner la demande de divorce de ses petits-enfants.
Ernest-Louis, qui résiste d'abord à l'idée du divorce, en vient à croire que c'est la seule solution possible, il écrit à sa sœur aînée, Victoria de Hesse-Darmstadt : « Maintenant que je suis plus calme, je vois l'impossibilité absolue de continuer à mener une vie qui la tuait et me rendait presque fou. Car garder le moral et un visage riant alors que la ruine vous regarde dans les yeux et que la misère vous déchire le cœur est une lutte stérile. J'ai seulement essayé pour elle. Si je ne l'avais pas aimée ainsi, j'aurais abandonné il y a longtemps ». La princesse Victoria écrit qu'elle est moins surprise par le divorce qu'Ernest-Louis : « Bien que tous les deux aient fait de leur mieux pour réussir leur mariage, ce fut un échec… Leurs caractères et tempéraments étaient assez inadaptés l'un à l'autre et j'avais remarqué à quel point ils s'éloignaient progressivement ».
Les efforts pour sauver le mariage sont donc vains, et quand la reine Victoria s'éteint en janvier 1901, la seule sérieuse opposition au divorce n'existe plus. La Cour suprême de Hesse met fin à l'union du couple grand-ducal le 21 décembre de la même année. Le divorce du grand-duc et de la grande-duchesse fait scandale dans les cours européennes. Nicolas II, beau-frère des époux, écrit à sa mère que même la mort aurait été préférable « à la honte du divorce ».
Après son divorce, Victoria-Mélita va vivre avec sa mère à Cobourg et sur la Riviera. Elle et Ernest-Louis partagent la garde d'Élisabeth, qui passe six mois par an avec chaque parent. Élisabeth blâme Victoria-Mélita pour le divorce et la princesse a du mal à renouer avec sa fille. Ernest-Louis relate dans ses mémoires qu'il a un jour surpris Élisabeth cachée sous un canapé en pleurant avant une visite à sa mère. Ernest assure alors à l'enfant que sa mère l'aime autant que lui. Élisabeth lui répond alors : « Maman dit qu'elle m'aime, mais toi tu m'aimes ». Ernest-Louis reste silencieux et ne corrige pas l'impression de l'enfant.
Élisabeth meurt à l'âge de huit ans et demi de la fièvre typhoïde lors d'un séjour en novembre 1903 avec tsar Nicolas II et à sa famille dans leur pavillon de chasse polonais. Le médecin conseille à la famille du tsar d'informer Victoria-Mélita de la maladie de sa fille, mais le bruit court que la tsarine aurait tardé à envoyer un télégramme. Victoria-Mélita reçoit le télégramme l'informant de la mort de son enfant alors qu'elle se préparait à se rendre à son chevet en Pologne. Aux funérailles d'Élisabeth, Victoria-Mélita retire son insigne de l'ordre de Hesse et le place sur le cercueil de sa fille comme un dernier geste pour montrer « qu'elle avait rompu définitivement avec son ancienne maison ».

### Second mariage

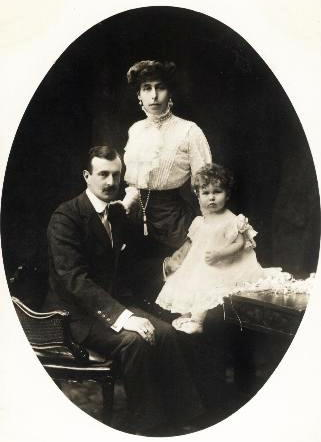
Victoria-Mélita avec son époux le grand-duc Cyrille Vladimirovitch et leur fille, la grande-duchesse Maria Kirillovna de Russie vers 1909.

Les parents de Cyrille, le grand-duc Vladimir et la grande-duchesse Marie de Mecklembourg-Schwerin entravent les relations entre la princesse et leur fils, ne voulant pas d'une divorcée. La grande-duchesse conseille même à son fils de faire de Victoria-Mélita sa maîtresse et d'en épouser une autre.
La sœur cadette d'Ernest-Louis de Hesse, l'impératrice Alexandra Feodorovna, parvient à convaincre son époux, le tsar Nicolas II, d'envoyer le grand-duc Cyrille en service en Extrême-Orient. Le grand-duc Cyrille survit à la guerre russo-japonaise en dépit de graves blessures dont il est victime lors de l'explosion du navire amiral le Petropavlovsk et rentre en héros à Saint-Pétersbourg. Par la suite, il se rend à Cobourg, où il rejoint la princesse Victoria-Mélita. Échapper de justesse de la mort renforce la détermination de Cyrille à épouser Victoria-Mélita. « Pour ceux sur qui l'ombre de la mort est passée, la vie a un nouveau sens », écrit-il dans ses mémoires, « J'étais maintenant à la portée de l'accomplissement du rêve de ma vie. Rien ne m'en détournerait maintenant. J'avais traversé beaucoup d'épreuves. Maintenant, enfin, l'avenir était radieux devant moi ».
Le grand-duc Cyrille épouse la princesse Victoria-Mélita le 8 octobre 1905 à Tegernsee en Bavière. C'est une cérémonie très simple à laquelle assistent sa mère, sa sœur Béatrice et un ami, le comte d'Adelberg. L'oncle du couple, le grand-duc Alexis Alexandrovitch de Russie, est également invité, sans en connaître la raison, mais il n'arrive qu'après la cérémonie. Ce mariage est célébré sans le consentement du tsar, qui retire au grand-duc ses titres impériaux, sa place dans la marine, sa pension et ses droits de succession. La tsarine est scandalisée par le comportement de son ancienne belle-sœur et déclare qu'elle ne recevra jamais « une femme s'étant conduite de façon si honteuse ». De plus, la princesse Victoria-Mélita ne se convertit pas à la foi orthodoxe avant son union avec le grand-duc. Ce mariage provoque un scandale à la cour de Russie et en Angleterre. Le couple s'installe donc à Paris, où il achète une maison sur les Champs-Élysées grâce à l'argent de leurs parents respectifs.

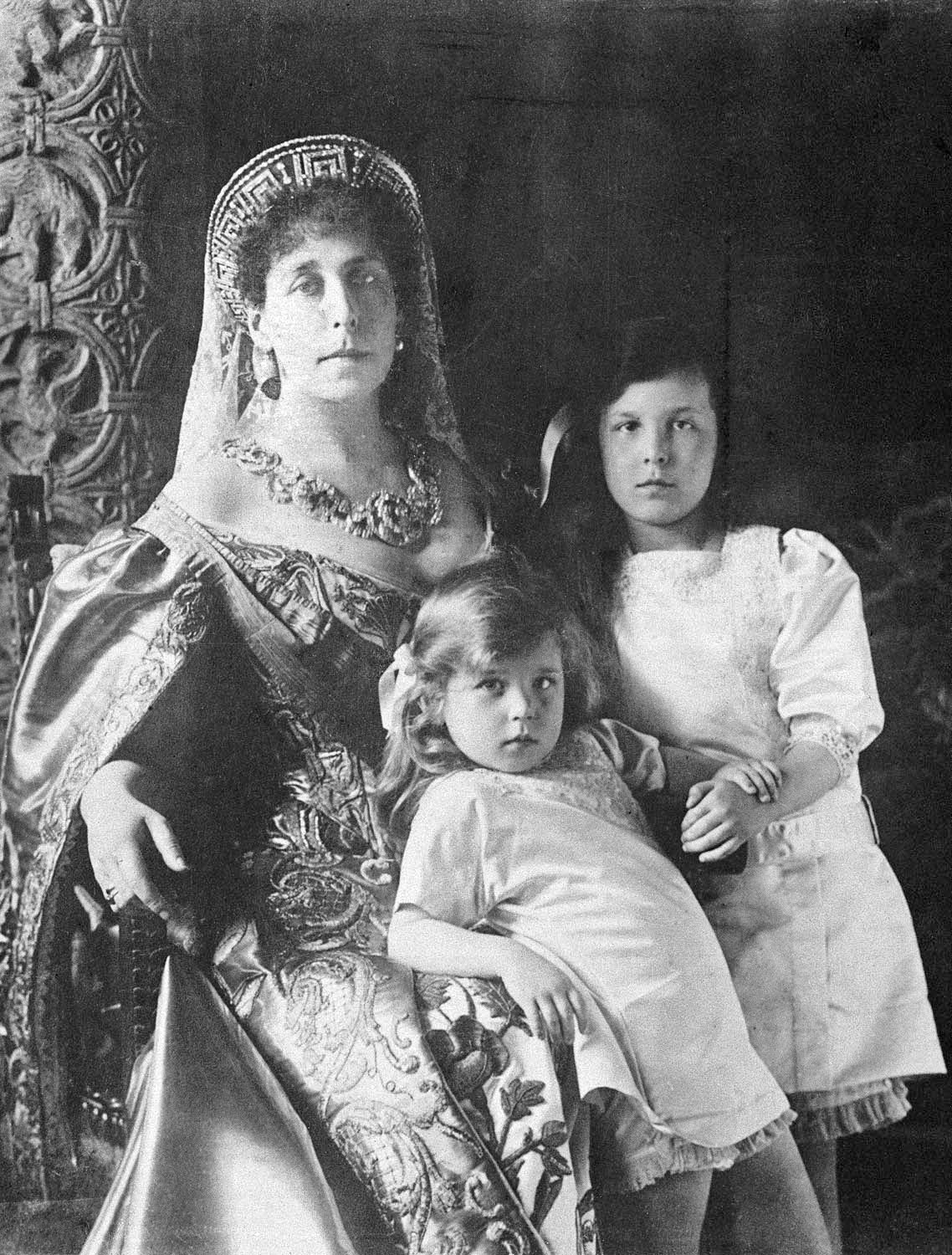
Victoria-Mélita et ses filles Maria et Kira en 1913.

Victoria-Mélita décide de se convertir à la foi orthodoxe en 1907, ce qui ravit sa mère et son mari,. La première fille du couple, Maria Kirillovna, naît trois jours plus tard. Elle est nommée d'après ses deux grands-mères et est surnommée « Masha ». Leur seconde fille, Kira Kirillovna, naît à Paris en 1909. Victoria-Mélita et Cyrille, qui espérait un fils, sont déçus, et décident de la nommer d'après le grand-duc. Victoria-Mélita et son mari ont néanmoins une relation étroite avec leurs deux filles.
Après plusieurs décès familiaux, Nicolas II rétablit les droits du grand-duc Cyrille : il est placé au troisième rang de la succession au trône impérial. L'empereur reconnaît finalement le mariage par un décret personnel et décerne à la princesse le titre de grande-duchesse et le prédicat d'Altesse impériale. Cyrille et Victoria-Mélita sont autorisés à revenir en Russie, et, en mai 1910, le couple arrive à Saint-Pétersbourg.

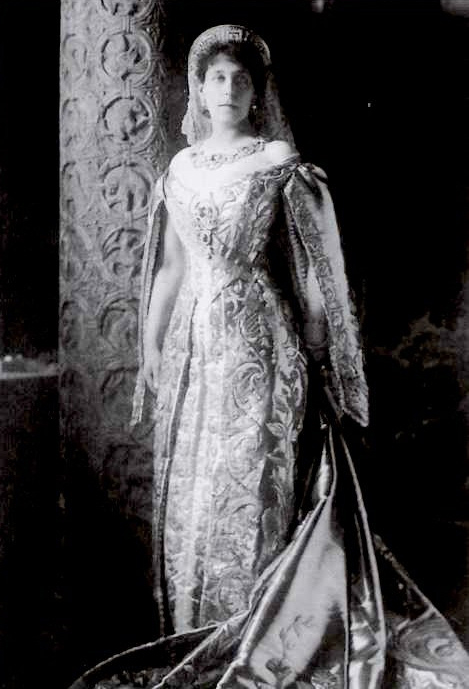
Victoria-Mélita en 1910.

La nouvelle grande-duchesse réussit à conquérir une partie de la haute société russe et de la famille impériale, la plus libérale, grâce à ses réceptions et mondanités élégantes,. Victoria-Mélita applique son talent artistique à la décoration de ses somptueuses résidences. Elle décore, jardine, monte à cheval et pratique également la peinture, particulièrement l'aquarelle. Le français étant la langue de l'aristocratie, Victoria-Mélita n'a jamais vraiment maîtrisé le russe. Cyrille étant passionné de course automobile, le couple fait souvent de voyages en voiture ; un de leurs passe-temps favoris est de voyager à travers les provinces baltes. Victoria-Mélita redoute le long hiver russe avec ses jours courts, et elle voyage à l'étranger, rendant fréquemment visitant à sa sœur Marie en Roumanie et à sa mère dans le sud de la France ou à Cobourg.

### Première Guerre mondiale et révolution de février 1917

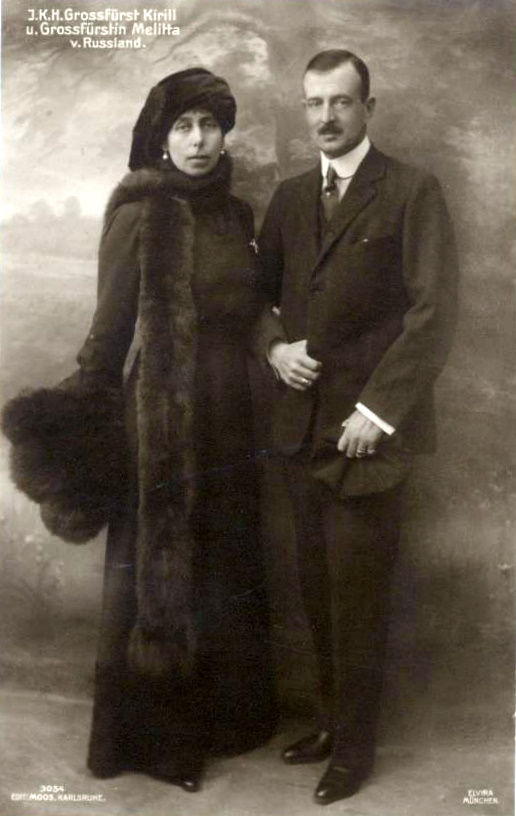
Victoria-Mélita de Saxe-Cobourg-Gotha et le grand-duc Cyrille Vladimirovitch de Russie vers 1912.

Victoria-Mélita, Cyrille et leurs deux filles passent l'été 1914 sur leur yacht dans le golfe de Finlande et se trouvent à Riga lorsque la guerre éclate.
La grande-duchesse sert comme infirmière de la Croix-Rouge pendant la Première Guerre mondiale et organise un service d'ambulances motorisées reconnu pour son efficacité,. Victoria-Mélita se rend fréquemment sur le front près de Varsovie, parfois sous le feu ennemi. Cyrille, de son côté, est également en Pologne, affecté au département naval de l'amiral Russin, membre de l'état-major du grand-duc Nicolas Nikolaïevitch, commandant en chef de l'armée russe.
Cyrille et Victoria-Mélita ont toujours partagé le dégoût de leurs proches pour l'amitié du tsar et de la tsarine avec Grigori Raspoutine. La tsarine est en effet persuadée que Raspoutine a guéri son fils de ses crises d'hémophilie avec ses prières. Victoria-Mélita écrit à sa sœur Marie que la cour du tsar est considérée « comme un homme malade refusant tout médecin et toute aide ». Après l'assassinat de Raspoutine, en décembre 1916, le grand-duc et la grande-duchesse signent avec d'autres membres de la famille impériale une pétition par laquelle ils demandent à l'empereur de faire preuve de clémence à l'égard du grand-duc Dimitri, l'un des assassins du « starets ». Le tsar refuse.
À deux reprises pendant la guerre, la grande-duchesse se rend en Roumanie, où sa sœur est maintenant reine, et se porte volontaire pour aider les victimes de la guerre. Victoria-Mélita retourne à Saint-Pétersbourg en février 1917. Cyrille y est nommé commandant des gardes navals, cantonnés à Saint-Pétersbourg, afin qu'il puisse rester auprès de sa famille. Bien que publiquement loyaux envers le tsar, le couple rencontre en secret d'autres membres de la famille impériale pour discuter de la meilleure façon de sauver la monarchie.
À la suite de la révolution de février 1917, Nicolas II est contraint d'abdiquer et des troubles politiques s'ensuivent. Victoria-Mélita écrit à Marie en février 1917 que son palais est cerné par la foule, et « pourtant nous sommes corps et âme avec ce mouvement de liberté qui signe probablement notre propre arrêt de mort… Nous sommes personnellement en train de tout perdre, nos vies ont changé d'un seul coup et pourtant nous menons presque le mouvement. ». En mars 1917, la révolution se répand dans tout Petrograd.
Cyrille livre son unité navale au gouvernement provisoire le 14 mars 1917, et lui jure fidélité, espérant rétablir l'ordre et préserver la monarchie. C'est une action qui provoque les critiques de certains membres de la famille impériale, qui la considère comme une trahison. Victoria-Mélita soutient son mari et estime qu'il a fait le bon choix. Elle sympathise également avec ceux qui veulent réformer le gouvernement. Cyrille est contraint de démissionner de son commandement de la garde navale, mais ses hommes restent néanmoins fidèles et continuent à protéger le palais du couple sur la rue Glinka. Au bord du désespoir, Victoria-Mélita écrit à Marie qu'ils n'ont « ni orgueil ni espoir, ni argent, ni avenir, et le cher passé est effacé par l'affreux présent ; il ne reste rien, plus rien. ».
Craignant pour leur sécurité, Cyrille et Victoria-Mélita décident que la meilleure chose à faire est de quitter la Russie. Ils estiment que la Finlande est certainement le meilleur endroit où aller. Bien qu'étant un territoire de l'Empire russe, la Finlande possède en effet son propre gouvernement et sa propre constitution. Le couple avait déjà été invité une fois à Haikko, un beau domaine près de Porvoo, une petite ville sur la côte sud de la Finlande, non loin d'Helsinki. Le gouvernement provisoire leur permet de partir, bien qu'ils ne soient pas autorisés à emporter quoi que ce soit de valeur avec eux. La famille dissimule des bijoux dans leurs vêtements, en espérant ne pas être découverts par les autorités.

### Exil

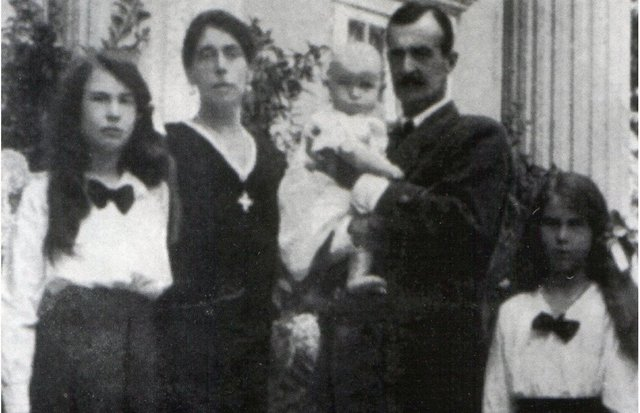
Victoria-Mélita, son époux et leurs trois enfants.

Après deux semaines à Haikko, Victoria-Mélita et Cyrille louent une maison à Porvoo où naît leur fils unique, Vladimir, le 30 août 1917. Espérant que les Russes blancs l'emportent, le couple reste en Finlande, qui, en décembre 1917, déclare son indépendance. Peu à peu, la nourriture se fait rare, et le couple est dans l'obligation de demander l'aide de leur famille. En juillet 1918, Victoria-Mélita adresse une lettre à Margaret de Connaught, épouse du prince héritier de Suède : la grande-duchesse y prie sa cousine de lui faire parvenir des aliments pour pouvoir nourrir Vladimir Kirillovitch.
En reprochant à sa famille anglaise d'avoir peu fait pour venir en aide aux Romanov, la grande-duchesse s'aliène l'Angleterre. Elle supplie son cousin, George V, d'aider les Russes blancs à reprendre le pays. Dans une lettre au roi, Lord Acton, l'ambassadeur britannique à Helsinki, remarque que la révolution a marqué Victoria-Mélita. Il écrit qu'elle « avait l'air vieillie et meurtrie et a perdu beaucoup de sa beauté, ce qui n'est pas étonnant compte tenu de tout ce qu'elle a traversé ».
Après plus de deux ans à vivre dans des conditions difficiles, Victoria-Mélita et Cyrille quittent la Finlande à l'automne 1919 et se rendent en Allemagne. À Munich, elle retrouve sa mère et la famille déménage à Zurich en septembre 1919. À la mort de sa mère la grande-duchesse hérite de sa villa, le château Fabron à Nice et de sa résidence à Cobourg, le palais Edimbourg. Dans les années qui suivent, la famille exilée partage son temps entre ces deux lieux,.
Quelques années avant la déclaration de la Seconde Guerre mondiale, en raison de la position anti-bolchevique de l'Allemagne, le couple a quelque intérêt pour la politique nationale-socialiste, espérant que le mouvement pourrait fournir une aide pour restaurer la monarchie en Russie. En 1922, Victoria-Mélita et son époux assistent à une réunion nazie à Cobourg. Elle ignore alors probablement les aspects les plus sinistres du parti nazi.
En 1924, la grande-duchesse Victoria-Mélita offre un demi-million de marks en or sur sa fortune privée au général Ludendorff, qui gère les finances des nazis, le grand-duc Cyrille se posant déjà en futur tsar. Le couple grand-ducal est encore fortuné, tous deux ayant hérité d'un trésor en bijoux de leurs mères respectives, et possèdent une magnifique résidence à Nice, le château Fabron, un palais à Cobourg et une adresse parisienne.
Cyrille, en dépression nerveuse à partir de 1923, est encouragé par Victoria-Mélita dans ses aspirations de restauration de la monarchie et, alors en vacances à Saint-Briac, se déclare chef de la maison impériale en 1924, contrairement au désir des Romanov de ne pas proclamer de successeur au tsar et à son frère assassinés avant le décès de l'impératrice douairière, qui n'a lieu qu'en 1928. En novembre 1924, espérant obtenir le soutien américain pour la restauration de la monarchie en Russie, la grande-duchesse se rend aux États-Unis, mais sa tentative est vaine à cause de la politique isolationniste américaine, et un article défavorable à son époux paraît dans le New-York Times. Sans relâche, elle apporte son aide au grand-duc afin de restaurer la monarchie, ainsi, elle vend ses aquarelles pour subvenir aux besoins du couple et de leurs enfants. Elle s'occupe aussi de beaucoup d'œuvres de bienfaisance.

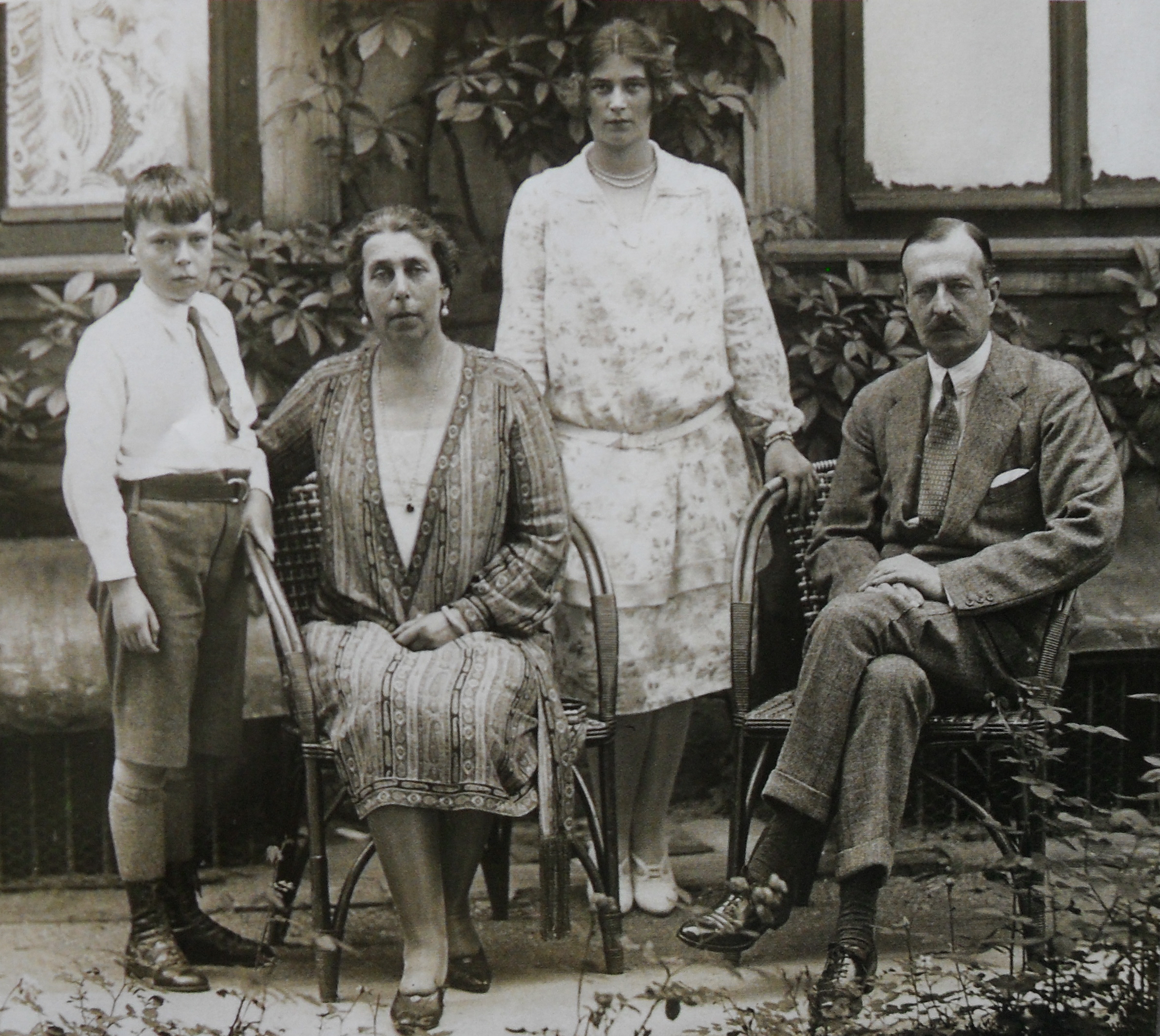
Victoria-Mélita, son époux et leurs deux plus jeunes enfants.

Le 25 novembre 1925, à Cobourg, sa fille aînée, la grande-duchesse Maria Kirillovna de Russie, épouse le prince Frédéric-Charles de Leiningen. La grande-duchesse est aux côtés de sa fille quand celle-ci donne naissance à son premier enfant, Emich Kirill (en), en 1926. L'unique espoir de la grande-duchesse est de voir un jour son fils, le grand-duc Vladimir Kirillovitch de Russie, accéder au trône de Russie. Inquiète pour sa sécurité et désirant que son fils soit éduqué comme les Romanov avant la révolution, Victoria-Mélita refuse que son fils fréquente une école, et est il instruit par un tuteur. La grande-duchesse écarte également une quelconque éducation pour une future carrière professionnelle. En échange de son dévouement, le jeune grand-duc aime et respecte sa mère. « Nous adorions nos parents et leur amour pour nous était infini », écrit Vladimir après la mort du couple, « Toutes les difficultés et l'amertume que nous avons dû endurer au cours des années ont été entièrement surmontées par notre amour mutuel. Nous étions fiers d'eux ». En grandissant, le grand-duc Vladimir Kirillovitch de Russie ressemble beaucoup à son arrière-grand-père, le tsar Alexandre II de Russie. Très tôt, il lui est inculqué sa future position de chef de la maison impériale de Russie.
Dès le milieu des années 1920, le gouvernement allemand établit des relations avec Moscou et la présence de Cyrille et de son épouse, prétendants au trône de Russie, devient gênante. Bien que le gouvernement bavarois rejette les pressions pour expulser le couple, Cyrille et Victoria-Mélita décident d'établir leur résidence permanente en France. En 1926, la famille s'installe donc définitivement dans le petit village breton de Saint-Briac, lieu de prédilection pour les retraités britanniques possédant une pension restreinte, où ils avaient déjà passé leurs vacances d'été. L'éloignement de la Bretagne procure à la fois intimité et sécurité. Ils achètent une grande maison à la périphérie de la ville et lui donnent un nom breton, Ker Argonid. Ils vivent une vie calme et isolée, la trouvant plus agréable qu'à Cobourg. La grande-duchesse se fait des amis parmi les Bretons, mais également avec les résidents français étrangers à la ville. Malgré ses manières hautaines, les résidents ne tardent pas à découvrir que la grande-duchesse est plus abordable que son époux. Leurs amis les considèrent avec déférence en les nommant par leurs titres impériaux. À Saint-Briac, durant l'été, Cyrille joue au golf et le couple organise des pique-niques et des excursions. Ils participent à la vie sociale de la communauté, sortent jouer au bridge et organisent des pièces de théâtre. En hiver, la grande-duchesse et son époux apprécient visiter Dinard et invitent des amis pour des fêtes et des jeux.
En 1933, des rumeurs circulent sur les voyages à Paris du grand-duc Cyrille pour des liaisons occasionnelles. Selon une lettre de la grande-duchesse adressée à sa sœur Marie, elle est informée des infidélités de son époux et en est profondément meurtrie, car elle lui a consacré sa vie. Pour le bien de ses enfants, la grande-duchesse maintient une certaine façade mais est incapable de pardonner la trahison de son époux. Elle se retire de la vie active et se ferme.

### Décès et inhumation
En février 1936, après avoir assisté au baptême de sa cinquième petite-fille, Mechtilde de Leiningen, Victoria-Mélita est victime d'un AVC. Sa famille et ses amis accourt auprès d'elle, mais en vain. Lorsque sa sœur préférée arrive à son chevet, l'on demande à Victoria-Mélita si elle contente que Marie soit venue, ce à quoi elle répond avec hésitation : « Cela fait toute la différence ». Cependant, elle a « frissonné au contact de Cyrille », écrit Marie. Elle meurt le 1er mars 1936 à Amorbach en Allemagne. La reine Marie fait l'éloge de sa sœur dans une lettre après sa mort : « Tout était tragique au-delà de l'imagination, une fin tragique à une vie tragique. Elle portait la tragédie en elle – elle avait des yeux tragiques – toujours – même petite fille – mais nous l'aimions énormément, il y avait quelque chose de puissant en elle – elle était notre Conscience ».
Le grand-duc Cyrille reste très seul après le décès de son épouse. Le mariage de leur fille, Kira, avec Louis-Ferdinand de Prusse en 1938 est une lueur d'espoir pour Cyrille, qui y voit l'union de deux dynasties. Cependant, le grand-duc meurt deux ans seulement après sa femme. Cyrille, bien qu'il ait été infidèle, aime toujours et regrette sa femme dont il a tant dépendu et passe ses dernières années à écrire les mémoires de leur vie commune. « Il y en a peu qui en une seule personne combinent tout ce qu'il y a de meilleur dans l'âme, l'esprit et le corps », écrit-il, « Elle avait tout, et plus encore. Rares sont ceux qui ont la chance d'avoir une telle femme comme partenaire de leur vie – j'étais l'un de ces privilégiés ».
La grade-duchesse est d'abord inhumée dans la crypte familiale du château de Cobourg. Sur décision de sa belle-fille, la grande-duchesse Leonida Georgievna Bragation-Moukhransky et avec l'accord des autorités russes, le 22 mars 1995, les dépouilles de la grande-duchesse Victoria-Mélita de Saxe-Cobourg-Gotha et de son époux, le grand-duc Cyrille Vladimirovitch de Russie sont transférées à Saint-Pétersbourg, Elle est inhumée dans le mausolée grand-ducal à Saint-Pétersbourg.

## Honneurs et distinctions
- Royaume-Uni :
  - CI : compagnon de l'ordre de la Couronne d'Inde, 11 décembre 1893[92]
  - VA : dame de l'ordre royal de Victoria et Albert, première classe[92]
  - GCStJ : dame grand-croix du très vénérable ordre de Saint-Jean[93],[94]
  - RRC : membre de la Croix rouge royale[49],[93]
- Empire allemand : dame de l'ordre de Louise, première classe
  - Duchés saxons : dame de l'ordre de la Maison ernestine de Saxe[95]
  - Grand-duché de Hesse-Darmstadt :
    - Dame grand-croix de l'ordre de Louis de Hesse, 25 novembre 1898[95]
    - Dame de l'ordre du Lion d'or, 19 avril 1894[95]
    - Médaille de l'ordre de Philippe le Magnanime[31]
- Royaume de Roumanie : dame grand-croix de l'ordre de la Couronne
- Empire russe :
  - Dame grand-croix de l'ordre de Sainte-Catherine, 22 novembre 1894[96]
  - Croix de Saint-Georges[97]
- Royaume d'Espagne : dame de l'ordre de la Reine Marie-Louise, 31 octobre 1913[98]